# Eczemotes saintaignani
Eczemotes saintaignani là một loài bọ cánh cứng trong họ Cerambycidae.